# Herzogtum Steinau
Das Herzogtum Steinau (polnisch Księstwo ścinawskie; tschechisch Stínavské knížectví) war ab 1274 zunächst ein selbständiges Teilherzogtum des Herzogtums Glogau. Es wurde von diesem mehrmals getrennt, wieder mit ihm vereint und gehörte zeitweise auch zu anderen schlesischen Herzogtümern. 1675 fiel es als erledigtes Lehen in den unmittelbaren Besitz der Krone Böhmen. Residenzort war die gleichnamige Stadt Steinau (heute Ścinawa in der Woiwodschaft Niederschlesien in Polen).

## Geschichte
Das Teilherzogtum Steinau entstand 1274 bei der Teilung des Herzogtums Glogau unter die Söhne des Glogauer Herzogs Konrad II. Steinau fiel zusammen mit Sprottau an Herzog Primislaus/Primko I. Nach dessen Tod 1289 erhielt es der ältere Bruder Heinrich III., der es wiederum mit dem Herzogtum Glogau verband. Kurze Zeit eignete sich Steinau der Breslauer Herzog Heinrich IV. an, und nach dessen Tod 1290 wurde es 1291 wieder an Glogau zurückgegeben. Von diesem wurde es neuerlich getrennt, als die fünf Söhne des Herzogs Heinrich III. nach dessen Tod 1312 das Herzogtum Glogau in zwei Teile aufspalteten. Steinau fiel zusammen mit Sagan und einem Teil von Posen an die Brüder Johann, Heinrich IV. und Primislaus II. Bei einer weiteren Teilung erhielt Herzog Johann 1318 das nunmehr wieder eigenständige Herzogtum Steinau. Er begab sich 1329 zusammen mit den niederschlesischen Herzögen von Liegnitz, Sagan, Oels und Brieg freiwillig in böhmische Lehensabhängigkeit, die 1335 mit dem Vertrag von Trentschin anerkannt wurde.
Anlässlich eines Besuchs in Prag schloss Herzog Johann am 29. Januar 1336 mit dem böhmischen König Johann von Luxemburg einen Vertrag, wonach dieser nach Johanns Tod das Herzogtum Steinau im Tausch gegen die lebenslange Nutzung von halb Glogau erhalten sollte. Wegen des Protestes seiner Brüder kam dieser Vertrag jedoch nicht zustande. Um weitere Verpfändungen und Verkäufe zu verhindern, erwarben Johanns Brüder Heinrich IV. und Konrad I. 1337 das Herzogtum Steinau, wobei sie ihm dort die lebenslange Nutzung einräumten. Vermutlich nach dem Tod des Herzogs Heinrich IV. gelangte Steinau an dessen gleichnamigen Sohn Heinrich V. Nach dessen Tod 1369 erhielt der Teschener Herzog Przemislaus I. für treue Dienste von König Wenzel eine Hälfte von Steinau, die andere Hälfte erbte Heinrichs V. Sohn Heinrich VII. Dessen Hälfte gelangte 1394 an den Oelser Herzog Konrad II., der 1397 oder 1404 auch die zweite Hälfte erlangte. Danach war Steinau zunächst mit dem Herzogtum Oels verbunden. Im Rahmen der Erbteilung von 1413 wurde Steinau unter den Oelser Herzögen Konrad VI. „Dechant“ († 1427) und Konrad VIII. „der Junge“ († 1444/47) wiederum selbständig. 1489 musste es Herzog Konrad X. „der junge Weiße“ dem König Matthias Corvinus übertragen, der es seinem Hauptmann Georg von Stein übergab. Nach dem Tod des Königs Matthias 1490 erhielt es Herzog Konrad X. wieder zurück, starb jedoch schon 1492. Mit ihm erlosch die Oelser Linie des Glogauer Zweigs der Schlesischen Piasten, wodurch Steinau als erledigtes Lehen an die Krone Böhmen heimfiel. 1495 übertrug es der böhmische König Vladislav II. zusammen mit Oels dem Münsterberger Herzog Heinrich d. Ä. Nach dessen Tod 1498 gelangte Steinau Anfang des 15. Jahrhunderts an die Herzöge von Brieg und Liegnitz und später an das Herzogtum Wohlau. Mit diesem zusammen fiel Steinau mit dem Tod des Herzog Georg Wilhelm I. 1675 als erledigtes Lehen in den unmittelbaren Besitz der Krone Böhmen. Zusammen mit fast ganz Schlesien fiel es 1742 nach dem Ersten Schlesischen Krieg an Preußen. 1807 wurde es im Rahmen der preußischen Verwaltungsreformen aufgelöst.